# الوطاء (رصد)

تعديل مصدري - تعديل

الوطاء هي إحدى قرى عزلة القارة بمديرية رصد التابعة لمحافظة أبين، بلغ تعداد سكانها 116 نسمة حسب تعداد اليمن لعام 2004.